# 拉萨贡嘎国际机场
拉萨贡嘎国际机场（藏語：ལྷ་ས་གོང་དཀར་རྒྱལ་སྤྱིའི་གནམ་གྲུ་ཐང་，威利转写：lha sa gong dkar rgyal spyi'i gnam gru thang）位於中國西藏自治區山南市贡嘎县境内，是一座服务于自治区首府拉薩市的4E級军民合用機場。贡嘎机场位于拉萨西南，建于雅鲁藏布江河谷上，海拔3,569.5米，距离拉萨市区97公里，以西藏首條高速連接市區。2023年，該機場錄得乘客流量 5,471,404人次，飛機起降44,908架次 ，貨物吞吐量 41,613.2公噸。

## 歷史

### 建设
1965年11月，西藏军区参谋长陈明义会同空军确定了贡嘎机场场址，经西藏自治区党委、西藏军区上报。国务院、中央军委于1966年1月批准贡嘎机场建设，拨款2,500多万元，要求在两年内建成通航，代号“8061工程”。中央责成空军负责设计和技术指导，西藏自治区和西藏军区组织施工。1966年2月19日，中共西藏自治区委员会第37次常委会决定，由西藏自治区、西藏军区和空军拉萨指挥所领导人以及自治区经委、民政厅、交通厅、物资局、山南地区负责人，西藏军区司、政、后机关负责人，兰州军区空军后勤部修建部副部长等14人，组成贡嘎机场修建委员会，实施统一领导。下设修建指挥部，执行师一级权限，一切党政工作均归西藏军区领导，主任兼指挥长陈明义，副主任杨东生（区委副书记）、李克林（军区副参谋长）。
由于当时西藏军区军事斗争形势紧张，无力抽出一支部队投入机场建设。报请上级批准，从修建中尼公路的铁道兵部队中扩建了第69团（团长梁作栋、政委王家巍），由成都军区在康定抽调一个原计划援越抗美的工程兵建筑工程第135团（团长郝振亮，政委王烈义）；另由西藏山南地区动员一千至四千民工参加修建。兰州军区空军工程技术人员现场负责机场跑道、航站以及雷达站、气象站、通讯站、油库等处建设的技术指导；甘巴拉山建设雷达站。西藏自治区交通厅、工业厅等单位，则派出技术人员指导进入机场道路勘测设计和发电厂、变压器、高压线的设计安装和架设等。1966年3月正式开工。
至1966年11月底，贡嘎机场3,000米水泥跑道（与两端500米保险道）和1,000平方米的10个停机坪等主体工程，终于基本建成，达到可以起降飞机的程度。1966年12月试航成功。1967年初继续完成机场配套工程，自治区交通厅配合建成了20公里简易公路，工业厅配合建成了30杆公里有线通讯线路，地方建筑工程公司承建的180余幢、23万多平方米的机场专用房和民航服务用房竣工。至1967年11月，整个机场工程按期建成，并节约经费480多万元人民币。

### 通航
拉萨贡嘎机场于1968年3月1日正式通航，1968年11月23日正式投入运营。民航拉萨站由当雄机场转场到了贡嘎机场。民航贡嘎机场航站共16个人，700平方米的航站楼。最初“军队18级以上、地方20级以上的干部”可以购买机票；。1971年以后，购票资格改为“持有县、团级以上单位的证明信件”。由于西藏经济发展不平衡，进港量远多于出港量。民航局决定，在不影响普通货源的情况下，以低于规定的运价收运部分空运货物，称为“专价货物”，以增加收入，避免吨位浪费。1985年贡嘎机场完成货邮吞吐量3,444.4吨、完成旅客吞吐量13.60万人次。在民航拉萨站的基础上民航西藏区局组建成立。

### 扩建
1987年9月12日，西藏首次开行拉萨—加德满都—拉萨国际航线。1988年5月11日，国家计委下达《关于拉萨贡嘎机场扩建工程设计任务书的批复》，贡嘎机场第一次扩建：在原跑道北侧新修一条平行民航用跑道，另加两侧道肩各7.5米，厚度按波音747型飞机国内航程起降要求确定；站坪按同时停放一架波音747型飞机、一架波音707型飞机设计。候机楼按1万平方米规划，按8,000平方米建设；在跑道主降方向增设4个导航台站及I类仪表着陆系统一套。
1995年机场进行第二次续建工程。2001年5月22日: 在第十個五年計劃西部大开发下，机场申請3億元人民币，開始第三次改扩建，本期工程以2010年为目标年。擴展工作于2003年12月完結、機場于2004年1月1日開始重新運作。
2004年，贡嘎机场安装RNP设备，并于2006年进行验证飞行。安装RNP AR后贡嘎机场跑道实现双向起降和夜航飞行能力。2008年6月27日: 中國國際航空一架空中客车A319夜航試飛成功，西藏無夜航的歷史畫上句號。2008年11月13日: 中国国际航空正式開通成都雙流國際機場的夜間航線，结束了43年贡嘎无夜航历史。2011年，贡嘎机场增加西向的RNP AR进离场程序，该程序启用后可提高日喀则、阿里及加德满都方向至拉萨机场的运行效率。
2011年7月17日: 西藏第一條高速公路－拉萨至贡嘎机场高速公路舉行通車典禮，由率中央代表團出席西藏和平解放60周年慶祝活動的中共中央政治局常委、國家副主席、中央軍委副主席習近平出席典禮，並為公路通車剪綵。

### 第三航廈
2010年拉萨贡嘎机场第四次大型改造工程获批立项，并通过先期的飞行区改造，包括北民航跑道沥青混凝土盖被、新建东西端联络道各105米、延长南军用跑道400米，扩建10个C类机位的民航站坪和完善通信导航气象及灯光工程等；同时对国际航站楼进行流程改造。
2016年开始，机场开始筹划新一轮扩建工程：扩建工作以2020年为目标年，以达到旅客吞吐量900万人次、货邮吞吐量8万吨规划设计。工程包括新建使用面积8.8万平方米的T3航站楼、空侧站坪、空管设施、货运仓库、消防救援、陆侧交通设施、动力能源设施以及生产辅助用房等；同时规划第二跑道。扩建项目预计2020年完工。
2021年6月30日，由中建八局承建的拉萨贡嘎国际机场T3航站楼通过竣工验收，同年8月7日，经过三年多的施工建设，西藏拉萨贡嘎国际机场T3正式投运，航站楼的雪蓮花外觀設計中，追求以「心中的日月——永恆的香巴拉」寓意當地文化，正面輪廓又似一條哈達，窗戶上還有藏八寶吉祥結、傳統椽頭裝、花紋雕等。當日西藏航空TV9815次航班以及成都航空、廈門航空轉場運行首批旅客。而T1和T2航站樓改擴建工程亦將展開。
2023年1月，拉薩貢嘎機場新跑道開建。而拉薩貢嘎機場的旅客過夜用房和污水處理站亦開工建設。2023年12月26日，拉薩貢嘎機場新跑道投入服務，首班降落為航班由成都雙流國際機場出發的国航CA4401航班。
2024年7月，中国民用航空局批复同意拉萨贡嘎机场更名为拉萨贡嘎国际机场。

## 机场设施

### T1及T2航站楼

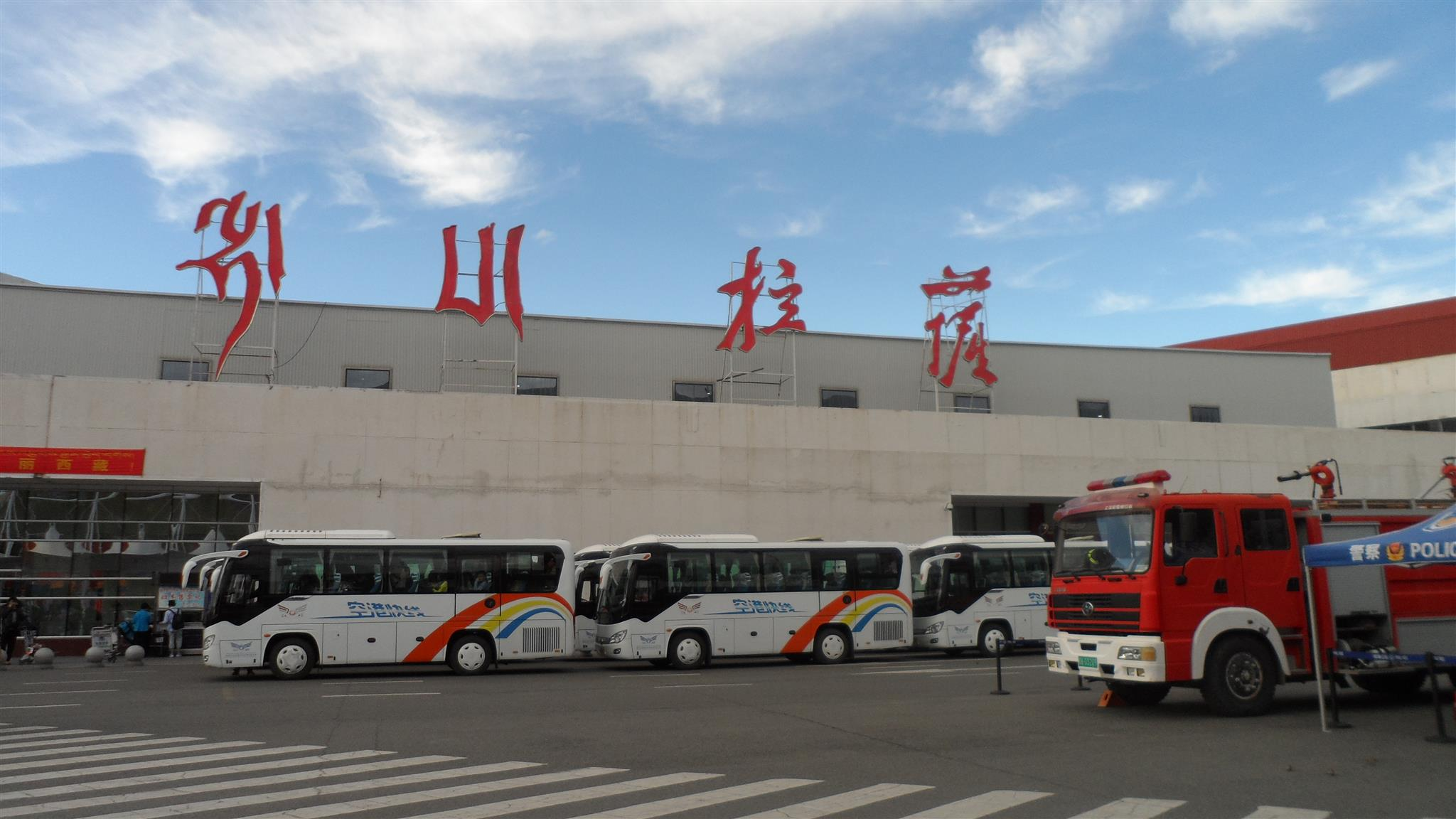
T1航站楼（2019年）

贡嘎机场T2航站楼面积25,000平方米，于2004年10月15日投入使用，每小时接待能力为1,300人次。候机楼为一层半式钢筋混凝土框架结构，一层有送客大厅、办票大厅、远机位候机厅、行李分拣等；二层是候机厅、餐饮商店等。航站楼建有4组登机桥，其中1条双通道登机桥，3条单通道登机桥。
2023年6月2日，拉萨贡嘎机场T1和T2航站楼整体改扩建工程开工。在整體改扩建完成后，将形成约2.7万平米的T1/T2航站楼综合体，其中T2航站楼将称为国际航站楼，旅客使用区域约1.37万平方米、中转区域1300平方米；国内旅客使用区域7000平方米。此外，还将改扩建T1和T2航站楼综合体前交通设施布局，建设约2.87万平方米的停车场、440平方米的制氧机房以及各类配套设施，届时，将为旅客提供更便捷的服务。T1航站楼改扩建工程结构施工将在2023年11月中旬完成，2023年12月28日，T2航站楼作为国际航站楼开始投用。2024年6月底完成项目整体竣工验收。

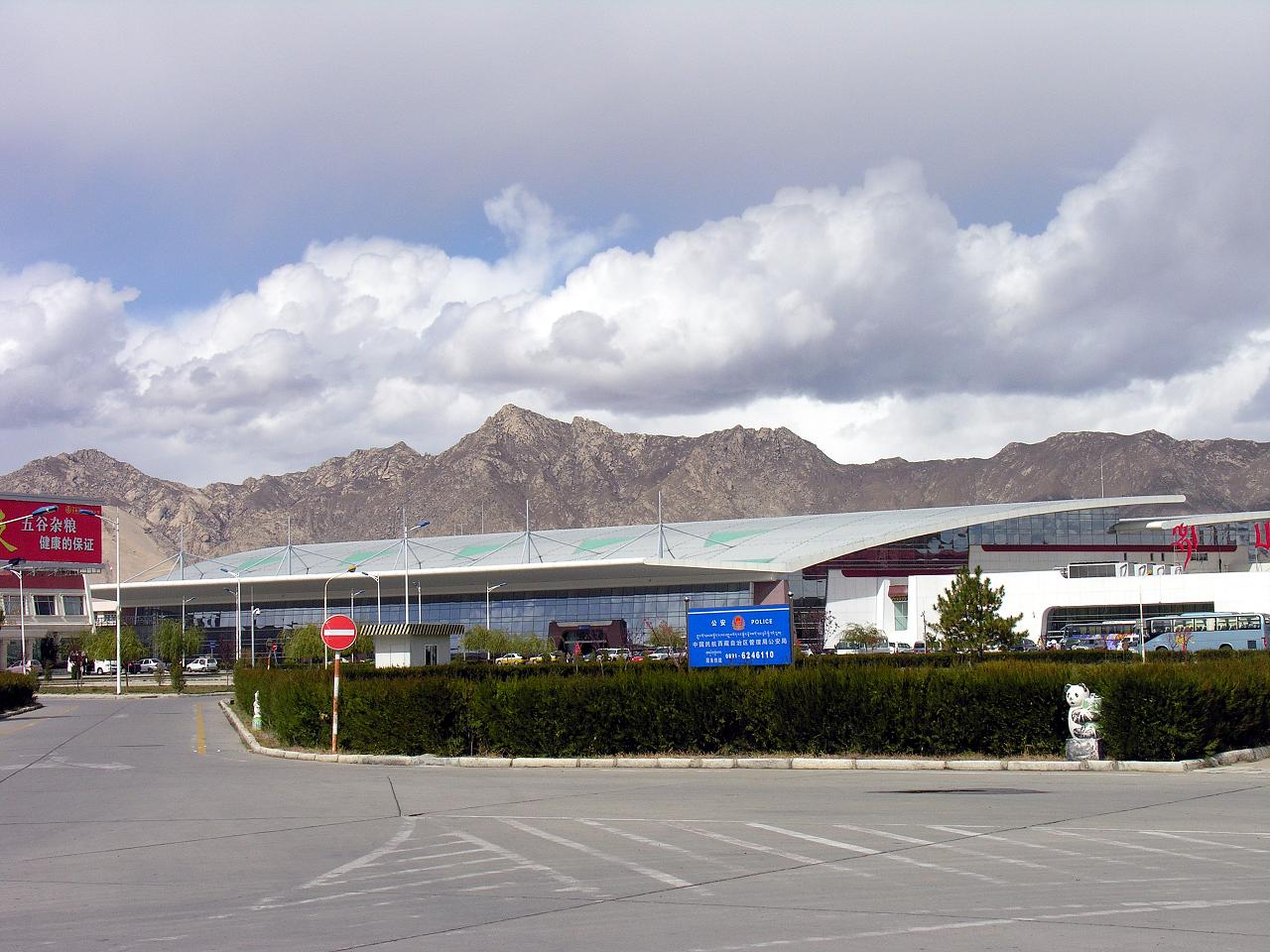
T2航站楼
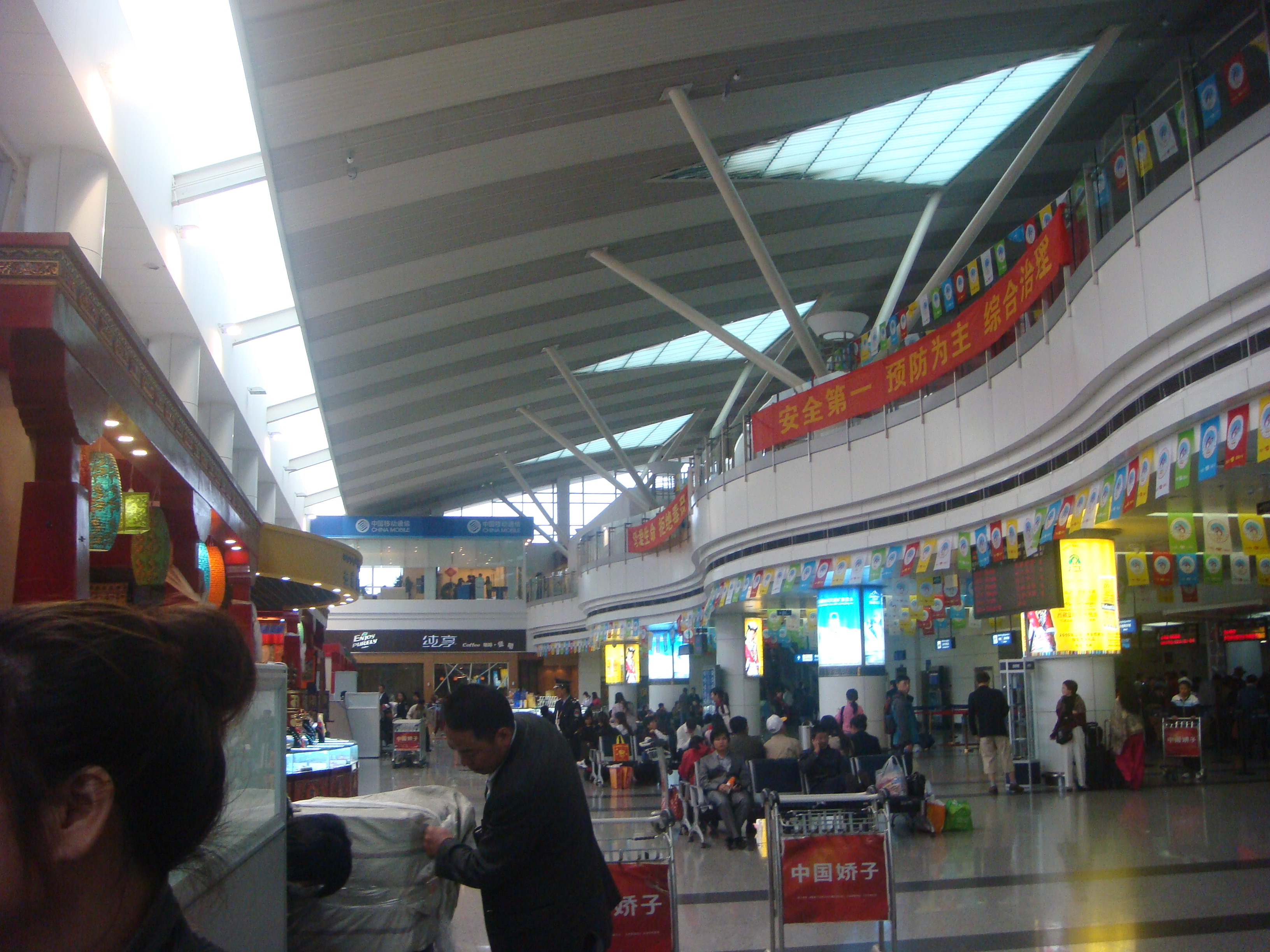
候机楼值机区域
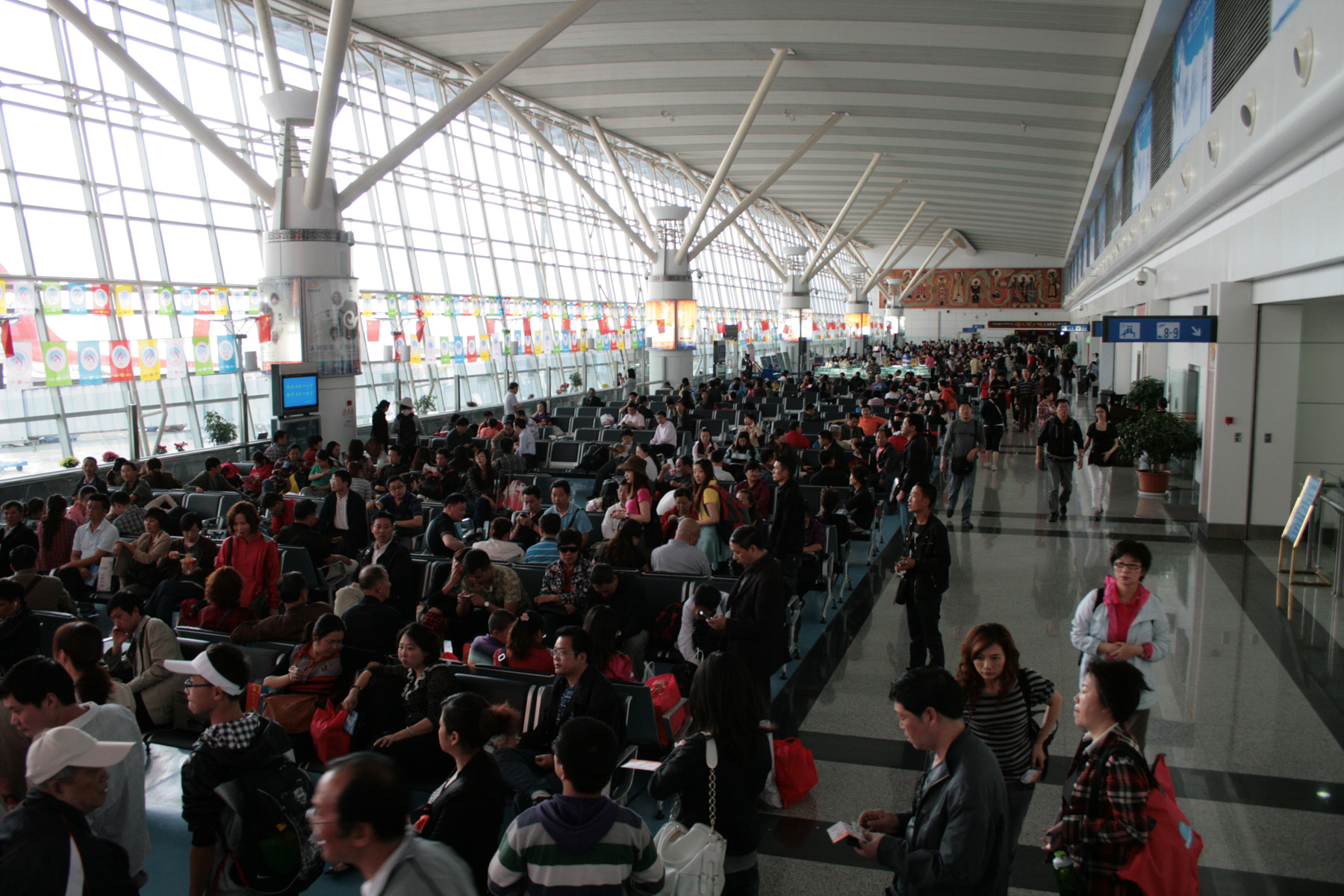
国内出发候机大厅
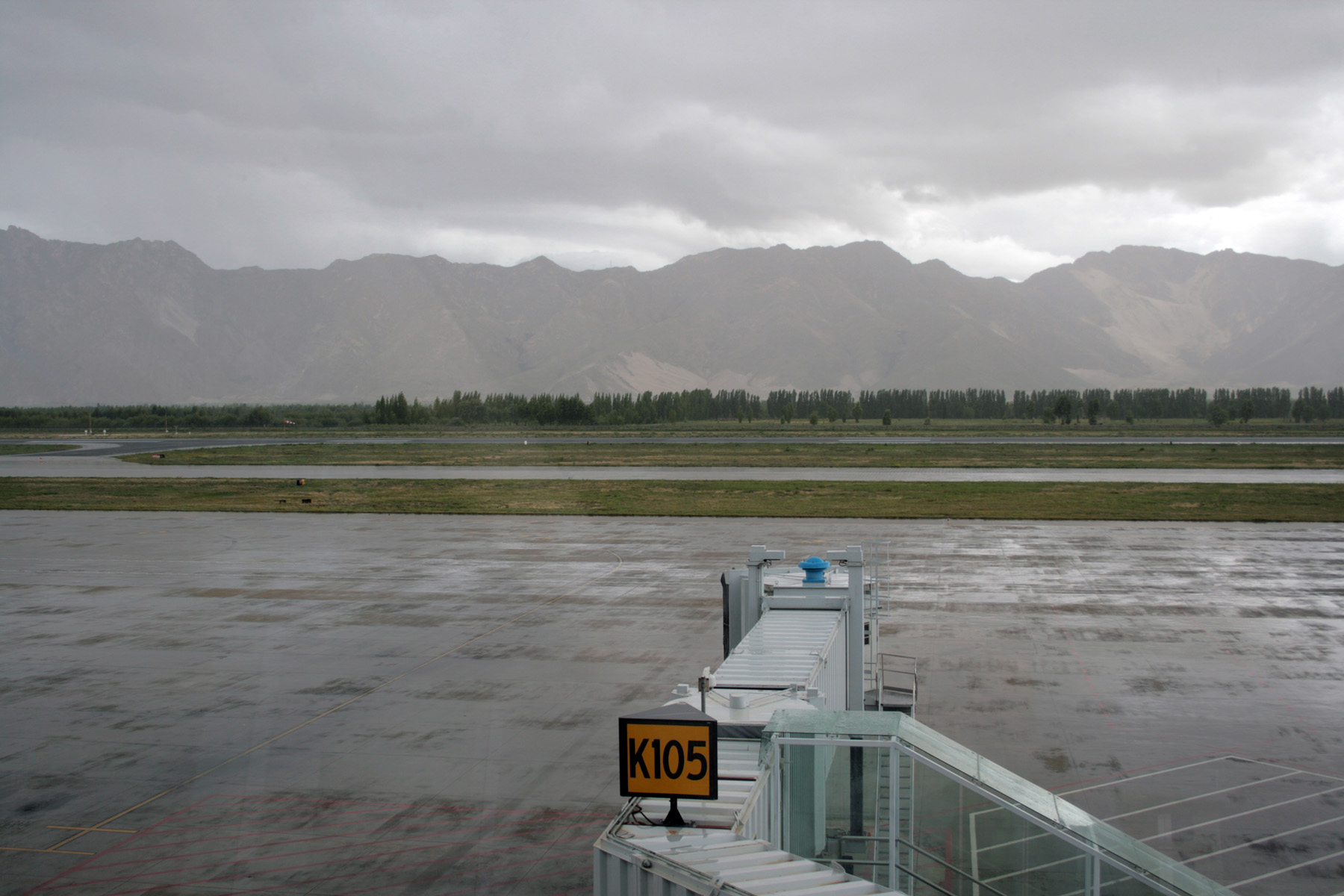
跑道及K105机位
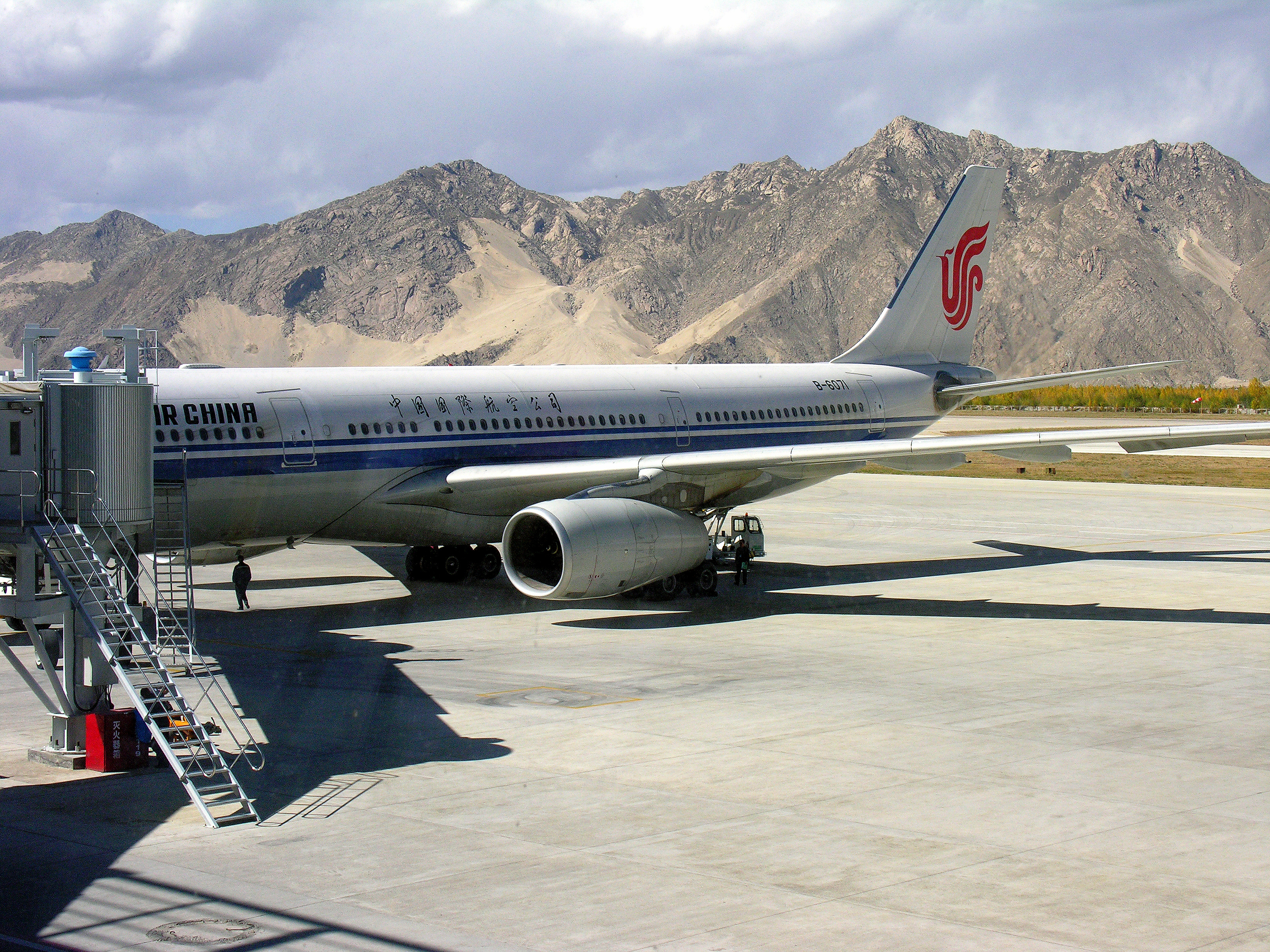
国航A330靠桥
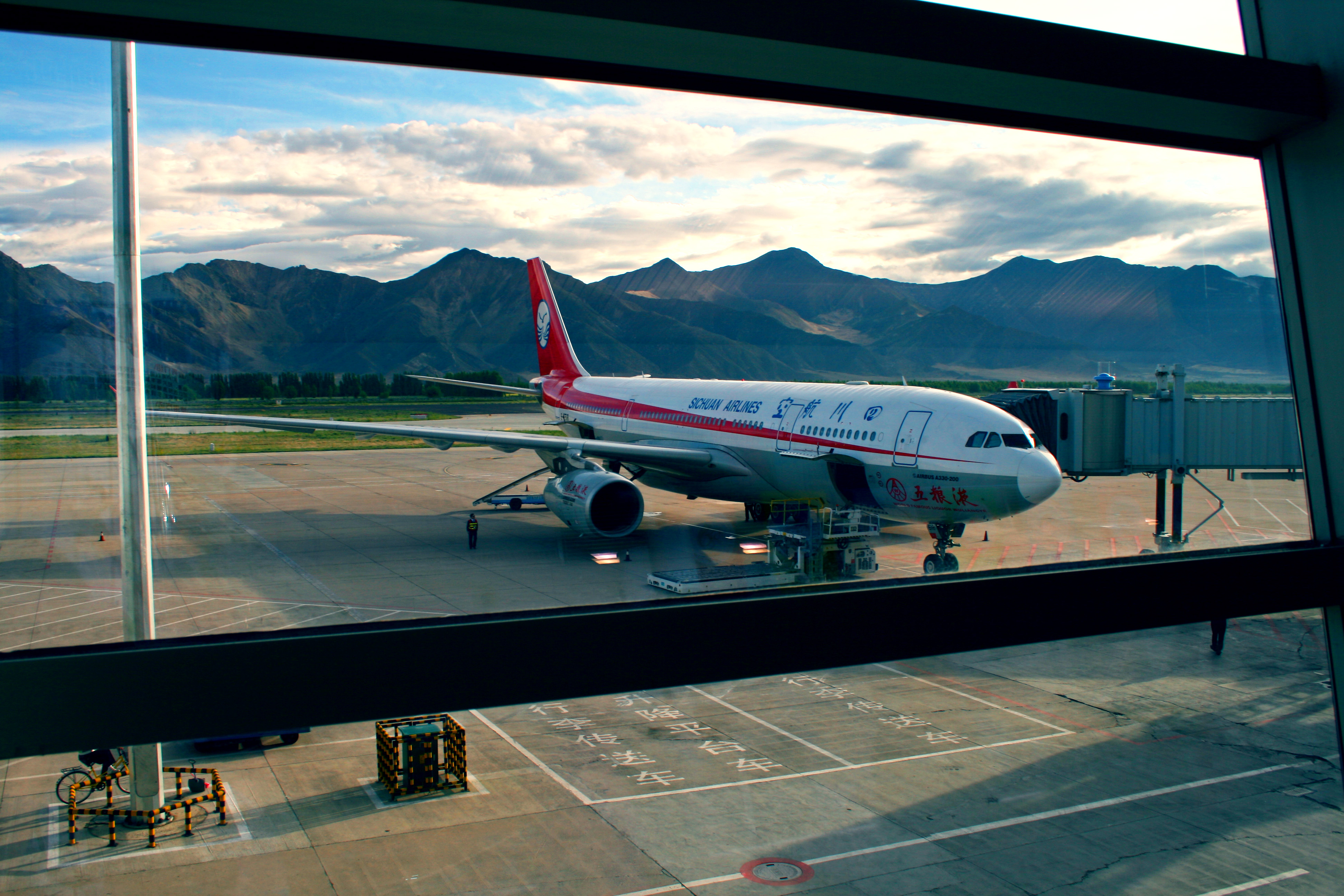
四川航空A330靠桥
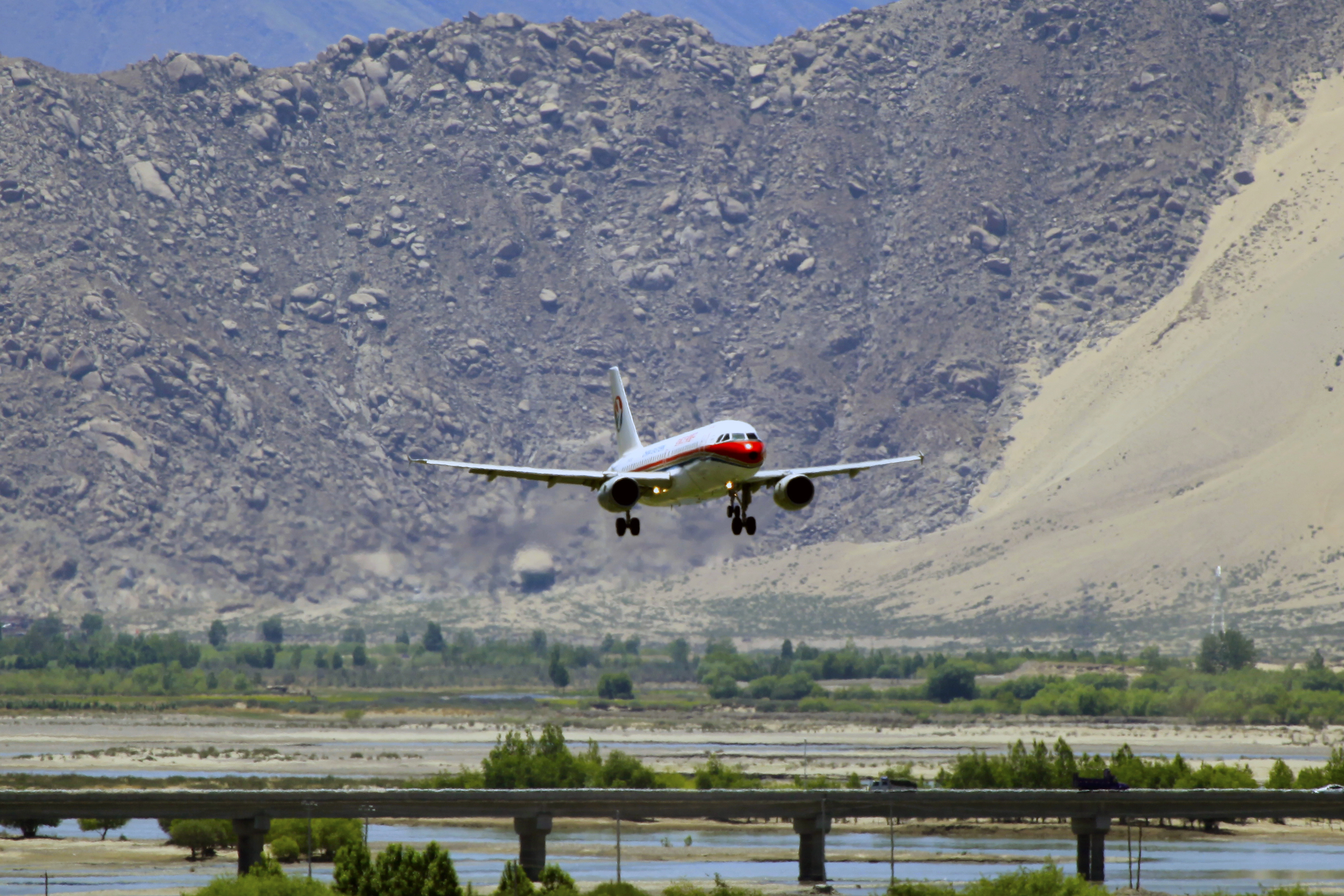
机场修建在雅鲁藏布江河谷内

### T3航站楼
贡嘎机场T3航站楼于2017年动工，2021年8月7日建成运营。航站楼由奥雅纳设计，面积88,000平方米。T3航站楼以“心中的日月-永恒的香巴拉”为设计意向，在设计中融合西藏当地文化同时满足现代化航站楼的需求。

### 飞行区
拉萨贡嘎国际机场跑道位于雅鲁藏布江河谷上。拉萨机场有两条民航跑道，南跑道于1990年投用，长4000米、宽45米，道面覆盖沥青；北跑道和南跑道间隔380米，建于2023年，长4000米、宽45米。南民航跑道南侧180米设有一条和南跑道平行的滑行道，同时也是军用跑道。军用跑道/民用滑行道南侧另有一条军航滑行道，长3220米、宽15米。南北民航跑道间设一条全长平行滑行道。
拉萨机场原先只有拉萨机场—泽当—太昭一条进离场路线。2013年新增拉萨机场经沿拉萨河谷的RNP程序至拉萨市区上空和太昭的进离场航线。
民用停机坪位于跑道西南侧，设有26个机位。空军场站位于东南侧。
拉萨机场于2022年6月成立进近管制室，为中国第一个高高原机场进近管制，管制上限达到8,900（29,199英尺）。中低空管制属于昆明飞行情报区拉萨区域管制区，设有三个扇区。
- D-ATIS：131.45MHz
- 塔台频率：118.25MHz
- 地面管制频率：121.65MHz

## 航点

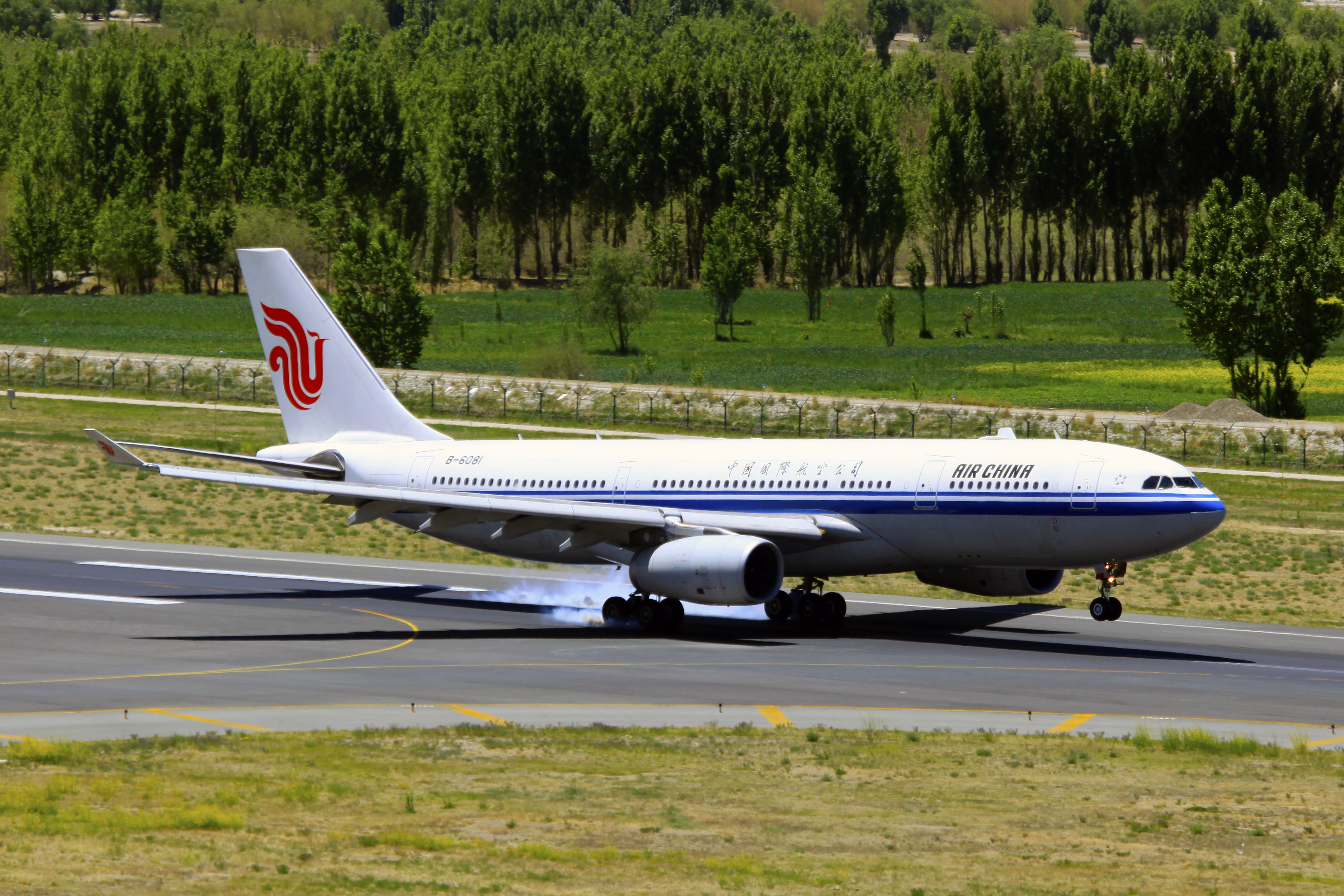
中国国际航空的空中客车A330-200型客机正在降落于拉萨贡嘎国际机场

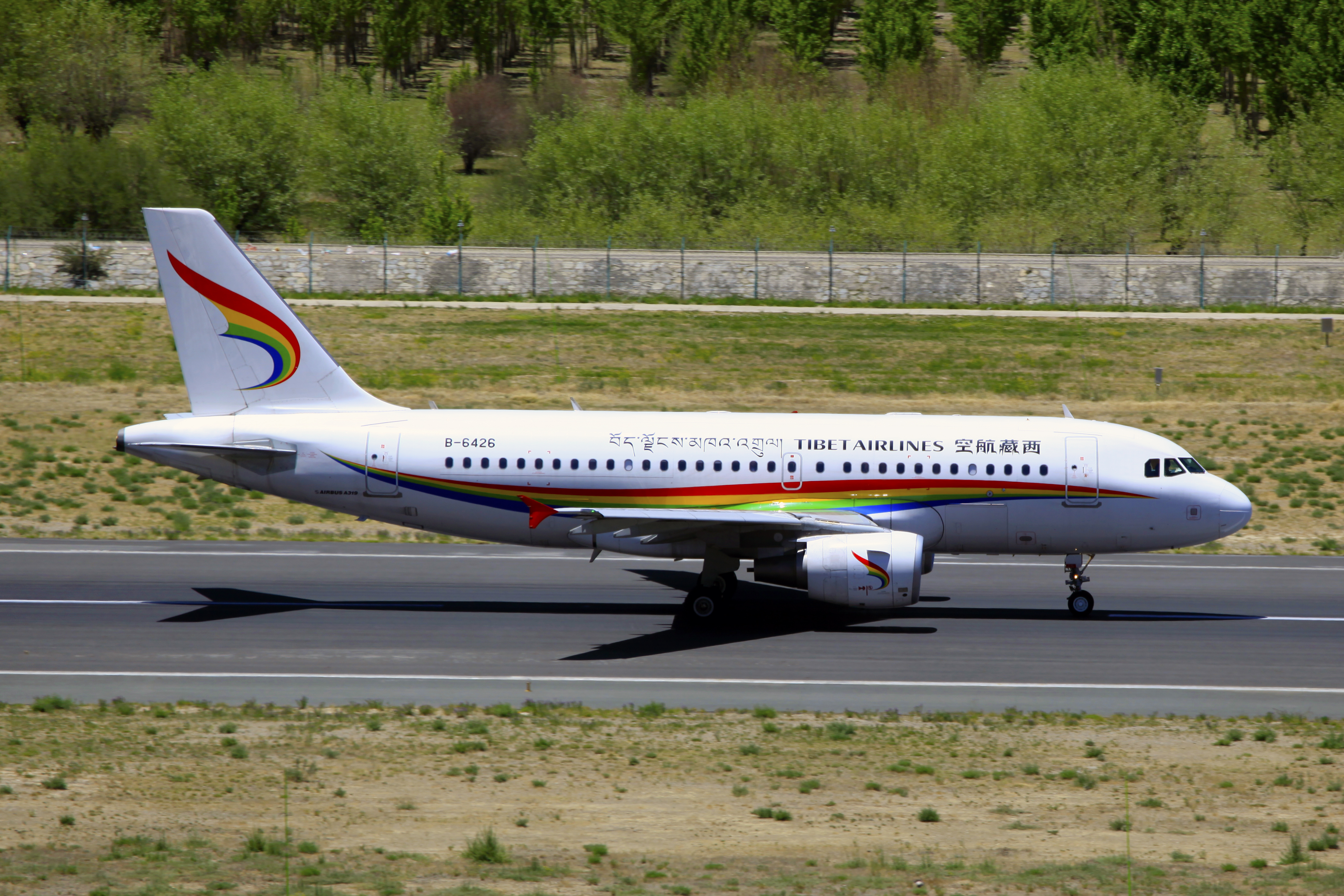
西藏航空的空中客车A319-115型客机在拉萨贡嘎国际机场滑行

### 境內航线
| 航空公司     | 目的地 |
| ------------ | --- |
| 西藏航空     | 阿里、昌都、果洛、玉树、北京/首都（經成都/天府）、成都/双流、成都/双流-上海/虹桥、重庆、大理-杭州、达州-杭州、绵阳-福州、绵阳-南昌、貴陽、瀘州-揭陽潮汕、瀘州-太原、兰州、兰州-太原、南京、石家庄、太原-哈爾濱、西宁-南京、宜宾-上海/浦東、宜宾-杭州、西安、香格里拉-西双版纳 |
| 四川航空     | 甘孜/格薩爾、甘南/夏河-西安、成都/双流、成都/天府、重庆、重庆-杭州、丽江-昆明、西宁-乌鲁木齐、西宁-西安、西安 |
| 西部航空     | 果洛、格尔木-郑州、重庆、合肥、西宁-郑州 |
| 中国国际航空 | 阿坝紅原、成都/双流、成都/天府、成都/双流-重庆 |
| 中国东方航空 | 迪慶-广州、昆明、西宁、西安、上海/虹桥 |
| 成都航空     | 成都/双流、成都/天府、南寧-南京、武漢 |
| 厦门航空     | 重庆、厦门、福州 |
| 祥鹏航空     | 成都/天府 |
| 中国南方航空 | 重庆-广州 |
| 重庆航空     | 重庆 |
| 长龙航空     | 太原 |

### 港澳台/國際航线
| 航空公司     | 目的地              |
| ------------ | ------------------- |
| 西藏航空     | 香港（經成都/天府） |
| 中国国际航空 | 加德满都            |
| 四川航空     | 加德满都            |
| 西部航空     | 新加坡（經重慶）    |
| 喜馬拉雅航空 | 加德满都、博卡拉    |

## 机场交通
- 机场巴士：市区方向：开往布达拉宫东门民航局，客满即开。

往机场方向：娘热南路航空酒店→贡嘎机场，时间为06:30，07:40，08:00，08:30，09:00-13:00每小时一班，13:00-14:30每半小时一班，17:00，17:30，19:30；建议预留航班起飞前2.5小时乘车。